# Kyrie (Mina)
Kýrie è il trentatreesimo album in studio della cantante italiana Mina, pubblicato nel novembre 1980 dalla PDU con distribuzione EMI Italiana.

## Descrizione

Retro copertina dell'album.

Doppio album con i dischi pubblicati, come d'uso, prima insieme su 2 LP (in Brasile PDU 675.890) e su musicassetta (PDU PMA 723/724), poi separati con l'aggiunta al titolo di "vol. 1" e "vol. 2" su CD nel 1992 (PDU CDP 7902822/32 anche in Svizzera), rimasterizzato con tecniche digitali nel 2001 (EMI Italiana 5362132/42).
Le immagini di copertina, da un'idea grafica di Luciano Tallarini e fotografie di Mauro Balletti, non ritraggono Mina, ma il figlio Massimiliano in tenuta da giocatore di hockey su ghiaccio. All'epoca TV Sorrisi e Canzoni, nel servizio di presentazione del disco, pubblicò un'immagine, poi non utilizzata, con il ritocco che sovrapponeva il volto della cantante.
Esistono anche due differenti tirature della stampa che variano nel modo con cui furono coperti i marchi dei capi di abbigliamento e delle mazze da hockey, oltre all'aggiunta del titolo dell'album e del nome dell'interprete sul retro copertina.
A proposito del titolo Mina stessa, alla ricerca di nuovi stimoli e spunti per allargare il proprio repertorio e addentrarsi in nuovi territori musicali, ha dichiarato di aver selezionato brani eterogenei di generi diversissimi tra loro, tutti accomunati da un suono vibrante e pieno in grado di generare nell'ascoltatore la stessa sensazione di quando si proferisce la parola "Kyrie" (o, ancora meglio, la corrispondente traduzione in dialetto cremonese "Oh Signur!"), come esclamazione per manifestare stupore nel confronti di qualcosa o come invocazione verso qualcuno.
Da segnalare la presenza di un'allora sconosciuta Rossana Casale tra le coriste.
Durante il 1981 l'album non manca di entrare tra i primi dieci della classifica settimanale degli LP (nono posto) e a fine anno risulta il 33° per vendite.

## I brani
Tutti inediti, eccetto Capisco e Buonanotte buonanotte, già pubblicate sul singolo di maggio che ha anticipato l'album.
- Quatt'ore 'e tiempo

Libera rielaborazione di A. Prandi (testo) e Oscar Rocchi (arrangiamento) della nota Aria di chiesa conosciuta anche come Pietà, Signore di Alessandro Stradella, invocazione originale in lingua greca antica "Κύριε ἐλέησον" (pronuncia: [ˈkirie eˈlɛjson], traduzione letterale: "Oh Signore, abbi benevolenza") che riconduce al titolo dell'album.
- Tra Napoli e un bicchiere

Uno dei tanti brani dell'album firmati Simonluca, che ne cura gli arrangiamenti e che qui duetta piacevolmente con Mina.
- L'amore è bestia, l'amore è poeta

La versione in spagnolo, intitolata El amor es bestia el amor es poeta. è stata pubblicata in Spagna nel 1982, all'interno della raccolta Mina en español (Ariola I-204.599).
- She's Leaving Home

L'arrangiamento del maestro Mario Robbiani ha meritato un telegramma di congratulazioni degli autori del brano originale, firmato Lennon-McCartney.

## Tracce
Edizioni musicali SIAE, ove non altrimenti indicato.
Disco 1 - Lato A
1. Musica – 5:52 (testo: Maurizio Anesa – musica: Maurizio Anesa, William Marino)
2. You Keep Me Hangin' On – 5:55 (testo: Lamont Dozier, Eddie Holland – musica: Brian Holland; edizioni musicali Jobete)
3. Quatt'ore 'e tiempo (Aria di chiesa di Alessandro Stradella) – 2:30 (testo: Ettore Lombardi, libera elab. A. Prandi – musica: Nino Romano, arrang. Oscar Rocchi)
4. Chi sarà – 4:07 (Simonluca)

Lato B
1. Voglio stare bene – 3:22 (Simonluca)
2. I Know – 5:38 (Shel Shapiro)
3. Tra Napoli e un bicchiere (feat. Simonluca) – 3:10 (testo: Simonluca – musica: Andrea Lo Vecchio, Simonluca)
4. Capisco – 6:10 (Massimiliano Pani; edizioni musicali PDU)

Disco 2 - Lato A
1. Fermerò qualcuno – 4:12 (testo: Marco Luberti – musica: Beppe Cantarelli)
2. L'amore è bestia, l'amore è poeta – 4:00 (testo: Franco Migliacci – musica: Jimmy Fontana, Fabio Massimo Cantini, Lilli Greco)
3. She's Leaving Home – 5:30 (Paul McCartney e John Lennon; edizioni musicali Fama)
4. Qualcosa in più – 5:30 (Simonluca)

Lato B
1. Colori – 5:15 (testo: Andrea Lo Vecchio – musica: Simonluca)
2. Bambola gonfiabile – 3:40 (Simonluca)
3. Radio – 5:10 (testo: Bruno Lauzi – musica: Beppe Cantarelli)
4. Buonanotte buonanotte – 5:07 (testo: Carla Vistarini – musica: Fabio Massimo Cantini; edizioni musicali PDU)

## Formazione
- Mina – voce, cori
- Maurizio Anesa – basso
- Walter Scebran – batteria
- Claudio Bazzari – chitarra
- Gigi Cappellotto – basso
- Flaviano Cuffari – batteria
- Dino D'Autorio – basso
- Sergio Farina – chitarra
- Paolo Donnarumma – basso
- William Marino – chitarra, sintetizzatore
- Victor Bach – tastiera, pianoforte
- Luqman Ali – batteria
- Gilberto Ziglioli – chitarra
- Aldo Banfi – sintetizzatore
- George Aghedo – percussioni
- Beppe Cantarelli – chitarra
- Simon Luca – sintetizzatore, cori
- Hugo Heredia – flauto
- Sergio Fanni – flicorno
- Miriam Del Mare, Lella Esposito, Rossana Casale, Pino Ferro, Wanda Radicchi, Silvio Pozzoli, Marco Ferradini – cori

## Classifiche

### Classifiche settimanali
| Classifica (1980) | Posizione massima |
| ----------------- | ----------------- |
| Italia            | 9                 |

### Classifiche di fine anno
| Classifica (1981) | Posizione |
| ----------------- | --------- |
| Italia            | 33        |